# Анфим V
Патриа́рх Анфи́м V (греч. Πατριάρχης Άνθιμος Ε΄; 1779, Редесто Османская империя — 1842, Константинополь Османская империя) — Константинопольский патриарх, занимавший престол с 6 мая 1841 по 12 июня 1842 года.

## Биография
Родился в 1779 году в местечке Неохоро, пригороде Редесто.
В 1815 году избран митрополитом Агафопольским (Αγαθουπόλεως). В 1821 году назначен на Анхиальскую (Αγχιάλου) кафедру, а в 1831 году избран митрополитом Кизическим.
В 1841 году, после смещения султаном Абдул-Меджидом I с Константинопольской кафедры патриарха Анфима IV, был избран в качестве его преемника. На кафедре пробыл в течение 13 месяцев и умер в 1842 году в Константинополе.
Похоронен в Константинополе в храме Живоносного источника.